# Ogilby-bóbitásantilop
Az Ogilby-bóbitásantilop (Cephalophus ogilbyi) az emlősök (Mammalia) osztályának párosujjú patások (Artiodactyla) rendjébe, ezen belül a tülkösszarvúak (Bovidae) családjába és a bóbitásantilop-formák (Cephalophinae) alcsaládjába tartozó faj.
Korábban 3 alfaja volt elismerve, de 2011 óta ezekből kettő (Cephalophus brookei és Cephalophus crusalbum) elnyerte az önálló faji státuszt.

## Előfordulása, élőhelye
Az Ogilby-bóbitásantilop előfordulási területe magába foglalja Sierra Leonét, Liberiát, Ghánát, Nigéria délkeleti részét, valamint az Egyenlítői Guineához tartozó Bioko-szigetet. Talán Gabonban is jelen van.

## Megjelenése
Az Ogilby-bóbitásantilopnak más bóbitásantilop-félékhez hasonlóan jellegzetes kuporgó tartása van. Testének hátsó fele erőteljes, oldala lapos. Testének hossza 85–115 cm. Marmagassága kb. 56 cm, a kifejlett állat átlagos testtömege 20 kg. Farkának hossza 12–15 cm.
Szőrzetének színe mély aranybarna, gesztenye vagy mahagóni. Szőrzetében, különösen a hátán szürke szőrszálak találhatók. Testének hátsó felén a szőrzet színe sötétebb, oldalán, különösen annak alján világosabb. Hasi szőrzete fakó aranybarna vagy világosszürke. Szőrzete ritkás, ezért színét a szőrzet és a bőr színe együttesen határozza meg. Gerincén határozott fekete csík látható, melynek szélessége változó, általában 3–6 cm. Ez a sáv a farok tövében 1 cm-esre keskenyedik.
Lábának színe az élőhelytől függ, lába más, erőteljes testalkatú bóbitásantilop-félékhez képest hosszú. A lábak aranybarna színűek, a paták felé sötétebb árnyalattal. A mellső láb elülső oldalán egy keskeny sötétbarna csík fut végig. A csüdön, közvetlenül a pata felett fehér gyűrű látható. A farok rövid és a testhez hasonló színű, felső fele a gerincen futó sáv folytatásaként fekete. A farok alsó felén hosszabb, fehér szőrszálak nőnek. A farok egy kb. 7,5 cm-es keskeny, szürkésbarna bojtban végződik.
Nyaka, testének első fele és az elülső végtagok külső oldala szürkés, mely nyaka alatt fehéres-szürke árnyalatba megy át. Fejének általános színárnyalata szürkés, sok rövid fekete és viszonylag kevés okkerszínű szőrszállal. Orra fekete, élesen elüt torkának és álla alsó részének fehéres színétől. A faj legfeltűnőbb ismertetőjegye a szemek feletti gesztenyebarna szemöldökív. A preorbitális mirigyeket sötét okkerszínű folt veszi körül. Homlokának színe élénk vöröses, a szarvak közötti bóbita felé sötétedő árnyalatú. Üstöke más bóbitásantilop-félékkel összehasonlítva viszonylag ritkás, színe sötétbarna vagy vöröses-fekete. Fülének hátsó oldalát nagyon rövid, ritka, fekete szőr borítja, fülének belső felületén fehér szőrszálakból álló jellegzetes mintázat látható. Mindkét ivarú egyednek van szarva, a bóbitásantilop-félék esetében szokatlan módon felfelé görbülő, konkáv alakú. A szarvak zömökek, alsó felükön néhány, megvastagodott gyűrű látható. A szarvak hossza a hímeknél 8–12 cm, míg a nőstények esetében lényegesen rövidebb, kb. 4 cm.

## Életmódja
Az Ogilby-bóbitásantilop elsősorban a zárt lombkoronájú esőerdőkben él. A Bioko-szigeten, mivel ott más közepes vagy nagy méretű bóbitásantilop-faj nem él, a faj nemcsak a síkvidéki erdőkben, hanem a Schefflera erdőkben és a hegyvidéki erdőkben is megtalálható.
Az eddigi megfigyelések szerint a faj egyedei magányosan vagy párokban élnek. A megfigyelések a nappali órákban, aktív egyedek megfigyelésén alapulnak, mely azt sugallja, hogy a faj nappali életmódot folytat. Ezt a megfigyelést támasztja alá egy fogságba ejtett fiatal egyed a monroviai állatkertben, mely a nappal 58%-ában volt aktív, míg az éjjeli időszaknak csupán 17%-ában.

### Táplálkozása
Az Ogilby-bóbitásantilop elsősorban lehullott gyümölcsöket fogyaszt. Egy Ogilby-bóbitásantilop gyomortartalmának vizsgálata azt mutatta, hogy az elfogyasztott táplálék 92%-a gyümölcs és magok, 7%-a növényi részek, és 1%-a virágokból állt. A faj egyedei a lehullott gyümölcsökre és más növényi részekre várakozva gyakran láthatók olyan fák alatt, melyeken majmok táplálkoznak.

## Szaporodása
Az Ogilby-bóbitásantilop szaporodásáról, fejlődéséről még nem áll rendelkezésre adat.

## Természetvédelmi helyzete
A fajra a mezőgazdasági és fakitermelési célú erdőirtás miatti élőhely-elvesztés valamint az élelmezési célú vadászat jelent veszélyt. A vadászat különösen a Bioko-szigeten jelent nagy fenyegetést számára.
Ez az antilopfaj jelentős számban és a Bioko-szigeten is, ahol a Gran Caldera de Luba Scientific Reserve tényleges védelme létfontosságú a faj megmaradása szempontjából.
Populációjának számát 12 000 egyedre teszik.